# Centroamérica cuenta
Centroamérica cuenta es un festival literario y de artes celebrado en Nicaragua, desde 2012, el cual surge como iniciativa del escritor nicaragüense Sergio Ramírez. Desde entonces, ha convocado a casi 500 escritores y periodistas de España, América Latina, Estados Unidos, Francia, Alemania, Italia, los Países Bajos y los países de Centroamérica.

## Propósitos del festival
El festival se ha constituido como el evento literario más importante de la región y uno de los más importantes de Iberoamérica. Es un espacio de reflexión y diálogo sobre diversos temas alrededor de la realidad y cultura iberoamericana. Desarrolla una agenda paralela exclusiva de literatura infantil con visitas a colegios, talleres formativos, mesas y actividades lúdicas diseñada para los diferentes actores de ese sector. Tiene como objetivo principal contribuir a los esfuerzos de integración cultural que se llevan a cabo en la región centroamericana, creando espacios culturales regionales, nacionales y locales, mediante el fomento de las capacidades humanas e institucionales del sector cultura.
Los propósitos del encuentro anual son:
- Promover el arte y literatura centroamericana y a sus creadores.

- Reflexionar sobre la identidad y realidad centroamericana.

- Proyectar y difundir la cultura de la región, especialmente su narrativa.

- Crear lazos entre los creadores centroamericanos y con los invitados, favoreciendo la conexión entre la cultura centroamericana y las demás culturas.

- Entablar un diálogo generacional entre creadores ya reconocidos y nuevos creadores emergente

## Ediciones

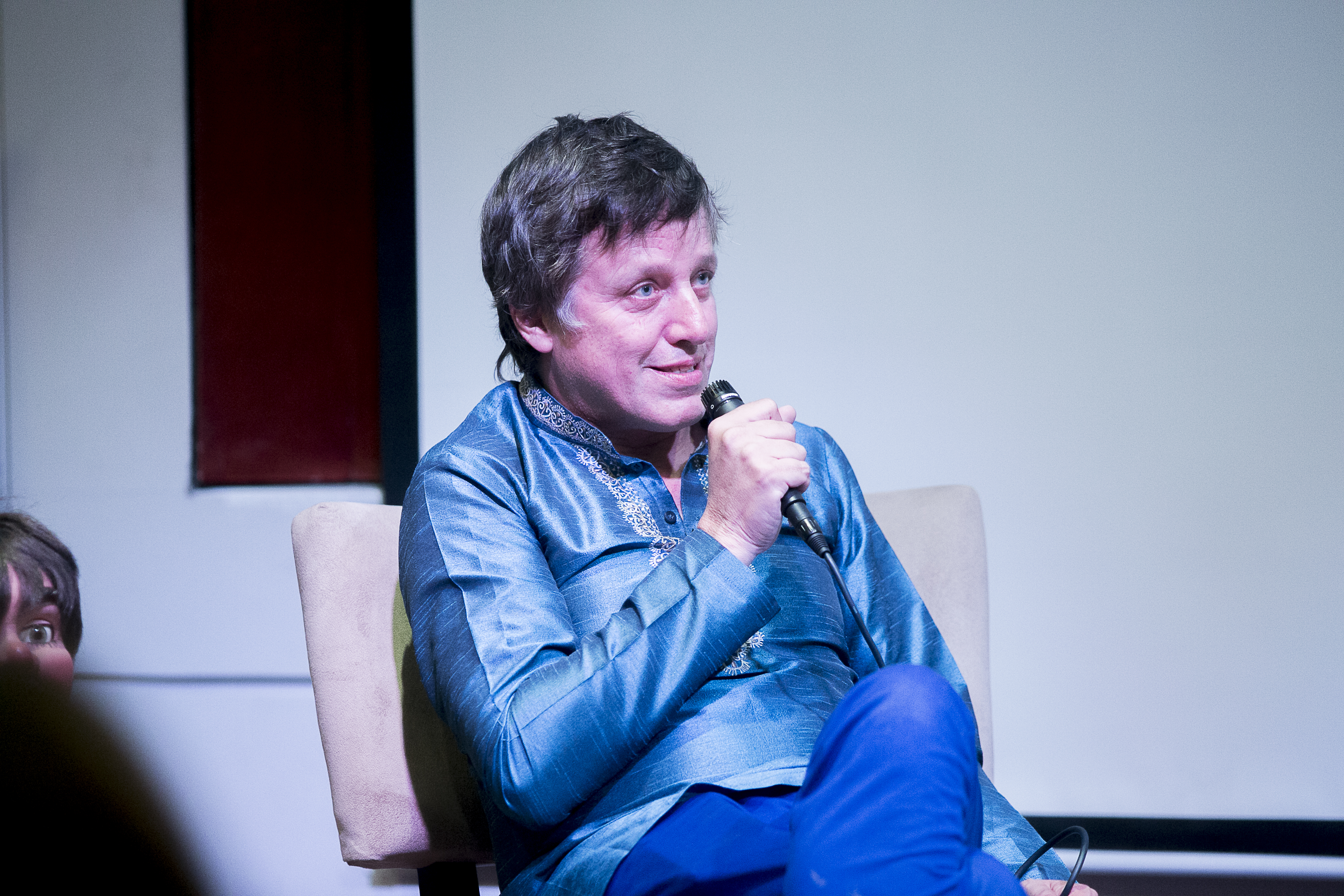
El escritor mexicano, Xavier Velasco, Premio Alfaguara de Novela, en el festival Centroamérica cuenta

- El escritor mexicano, Xavier Velasco, Premio Alfaguara de Novela, en el festival Centroamérica cuentaPrimera edición (16 al 20 de febrero de 2013)

La primera edición se realizó entre del 16 al 20 de febrero de 2013 en las ciudades de Managua, Granada y León. Reunió a 40 narradores, intelectuales, editores, poetas y creadores vinculados al mundo literario en ambos márgenes del Océano Atlántico.  Se desarrollaron ocho conversatorios y dos actividades especiales.
- Segunda edición (7 al 10 de mayo de 2014)

La segunda edición fue del 7 al 10 de mayo de 2014 en homenaje a la poeta Claribel Alegría en sus noventa años de vida. Reunió a 50 narradores, intelectuales, editores, traductores, investigadores y gestores culturales. Diez conversatorios y cuatro actividades especiales, 
- Tercera edición (19 al 23 de mayo de 2015)

Dedicado al Padre Ernesto Cardenal en sus noventa años de vida. Tema principal la libertad de expresión, en un homenaje a Charlie Hebdo y a la fuerza de la literatura como herramienta trascendental en la libertad de expresión y el acercamiento entre culturas. Setenta invitados de Centroamérica, México, Colombia, Puerto Rico, España, Francia, Alemania, Italia y Países Bajos. Más de 30 actividades, entre ellas los talleres La captura del instante, por Daniel Mordzinski (Francia/Argentina); Centroamérica y sus historias, 30 años después, por Vanessa Núñez Handal (El Salvador) y Warren Ulloa (Costa Rica); Mirando al monstruo, por José Ovejero (España); el simposio Traducción, difusión y recepción de las literaturas centroamericanas en Europa, coordinado por Werner Mackenbach, Cátedra Wilhelm y Alexander von Humboldt en Humanidades y Ciencias Sociales, Universidad de Costa Rica; y Julie Marchio, Aix-Marseille Université, Francia; y el Seminario Centroamericano para Autores, Editores, Ilustradores y Libreros sobre Literatura Infantil y Juvenil, impartido por los editores alemanes Hermann Schulz y Lutz Kliche. 
- Cuarta edición (19 al 23 de mayo de 2016)

La cuarta edición se realizó del 23 al 28 de mayo de 2015 en homenaje a los centenarios de las muertes de Miguel de Cervantes y Rubén Darío. Bajo el lema “Memoria que nos une” reunió a setenta y un escritores de Centroamérica, España, Colombia, Venezuela, Perú, Francia, Alemania entre otros, en: veintidós conversatorios; cinco talleres formativos; un ciclo de cine con cuatro películas proyectadas, ocho sedes y cuarenta y dos patrocinadores, muchos de ellos de la empresa privada, entre otras cifras destacadas. Además se realizó el simposio Artes y políticas de la memoria en Centroamérica: recordar el pasado para imaginar otro futuro., coordinado por Werner Mackenbach, Cátedra Wilhelm y Alexander von Humboldt en Humanidades y Ciencias Sociales, Universidad de Costa Rica; y Julie Marchio, Aix-Marseille Université, Francia. 
- Quinta edición (22 al 26 de mayo de 2017)

Contó con la participación de más de 108 narradores, entre ellos doce premios literarios, en más de setenta actividades. Se introdujo por primera vez la presentación de libros teniendo doce de estos eventos y se tuvo una exposición fotográfica itinerante de AC/E del fotógrafo Daniel Mordzinski. También por primera vez se creó un espacio dedicado especialmente para la literatura infantil en coordinación con la Unión Europea llamado ¡Contar a los niños! Se proyectaron cinco películas dentro del Ciclo de cine Literatura hecha cine durante la semana del evento. Antes y después de la semana del festival se presentaron cuatro películas.